# حادثة تصادم البحر الأسود عام 1988

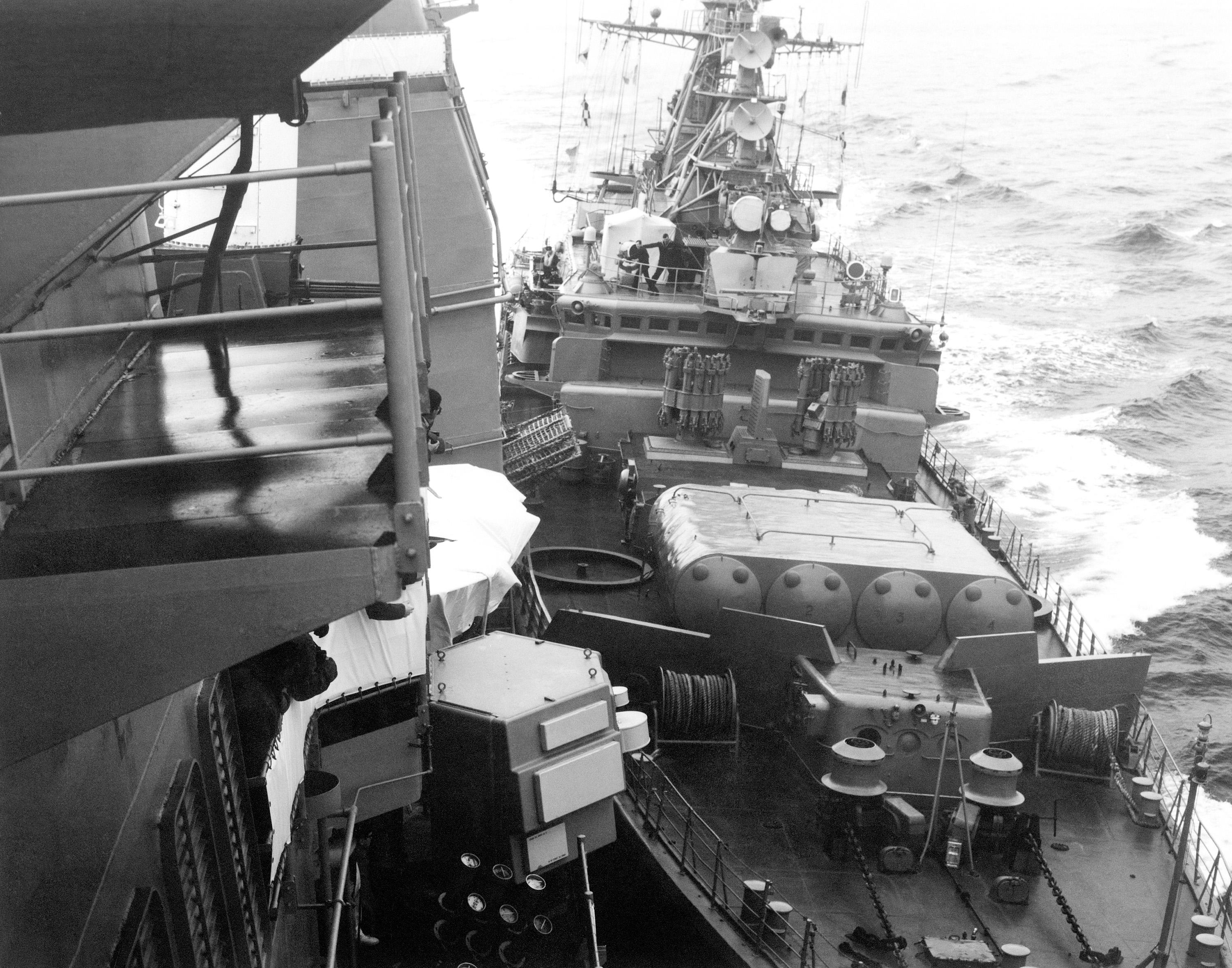

وقعت حادثة تصادم البحر الأسود في 12 فبراير 1988 عندما حاولت الطرادة الأمريكية «يو إس إس يوركتاون» ممارسة حق المرور البريء عبر المياه الإقليمية السوفييتية في البحر الأسود خلال فترة الحرب الباردة. صُدمت الطرادة من قبل الفرقاطة السوفييتية بقصد دفعها إلى المياه الدولية. شمل هذا الحادث أيضًا المدمرة «يو إس إس كارون»، وهي تبحر بالاشتراك مع يو إس إس يوركتاون وتطالب بحق المرور البريء، تحملت فرقاطة سوفييتية من طراز ميركا SKR-6 مسؤولية التصادم. أبلغت يوركتاون عن أضرار طفيفة في جسم الطرادة، مع عدم وجود استفاضة أو حدوث خطر الغرق. لم تتضرر المدمرة كارون في التصادم.
اعترف الاتحاد السوفيتي في ذلك الوقت بحق المرور البريء للسفن الحربية في مياهها الإقليمية ولكن فقط ضمن الممرات البحرية المخصصة لها. اعتقدت الولايات المتحدة أنه لا يوجد أي أساس قانوني لدولة ساحلية لتقوم بالحد من عبور السفن الحربية عبر الممرات البحرية. ولكنها اكتشفت في وقت لاحق في النص المكتوب باللغة الروسية لاتفاقية الأمم المتحدة لقانون البحار، في الفقرة الأولى من المادة 22 بندًا يسمح للدولة الساحلية بتعديل حق المرور البريء كلما دعت الضرورة، في حين أن النص لم يُكتب في النسخة الإنجليزية من القانون. أعرب الاتحاد السوفيتي في أعقاب الحادثة عن التزامه بحل مسألة المرور البريء في المياه الإقليمية السوفييتية.

## الخلفية
أطلقت الولايات المتحدة برنامجًا غير رسمي في عام 1979 من أجل تعزيز «حقوق الملاحة والطيران المكفول وحرياته لجميع الدول بموجب القانون الدولي». قالت الحكومة الأمريكية إنها بدأت البرنامج تأكيد بعض الدول الاختصاص القضائي بحدود تتجاوز المطالب التقليدية. وقالت إن الولايات المتحدة ترغب في إيقاف ذلك، ولم تظهر الاحتجاجات الدبلوماسية أي فاعلية. يمكن أن يظهر قانون دولي عرفي جديد في حال تجنبت الدول تشغيل سفنها وطائراتها في المناطق المتنازع عليها، ورأت الولايات المتحدة أن هذا الأمر غير مرغوب فيه. 
مرت السفن الحربية الأمريكية في الثمانينيات عبر المضيق من البحر الأبيض المتوسط إلى البحر الأسود مرتين أو ثلاث مرات في السنة «من أجل إظهار العلم» والمطالبة بحق المرور البريء في الدول الساحلية. بصرف النظر عن حق المرور البريء، خدم النشاط البحري الأمريكي في البحر الأسود غرض دعم حقوق الولايات المتحدة بموجب اتفاقية مونترو لعام 1936 المتعلقة بنظام المضيق. وفقًا لمسؤول حكومي أمريكي، «تشكل الدردنيل والبوسفور ممرات مائية دولية» بموجب تلك الاتفاقية و«إذا لم تؤكد حقوقك بشكل دوري فستجد أنه من الصعب إعادة إحياءها».
ظهرت في تلك الأثناء، «قواعد الملاحة وسفن السفن الحربية الأجنبية في المياه الإقليمية والمياه الداخلية وموانئ الاتحاد السوفيتي»، التي أقرها مجلس الوزراء السوفيتي في عام 1983، والتي أقرت حق المرور البريء للسفن الحربية الأجنبية فقط في المناطق المحظورة من المياه الإقليمية السوفييتية في بحر البلطيق وبحر أوخوتسك وبحر اليابان، لم تُخصص ممرات بحرية من أجل المرور البريء في البحر الأسود. أُرسلت السفن والطائرات السوفييتية بشكل روتيني من أجل مراقبة السفن الحربية الأمريكية هناك. نظر الاتحاد السوفييتي في الثمانينيات إلى الوجود الأمريكي في البحر الأسود على أنه محاولة من أجل تقويض تحسين العلاقات السوفييتية الأمريكية.
بعد حادثة عام 1986 في البحر الأسود، التي تضمنت أيضا يو إس إس يوركتاون ويو إس إس كارون، عُقد اجتماع لمجلس الدفاع السوفيتي في وقت لاحق من نفس العام. قدم القائد الأعلى للقوات البحرية السوفييتية فلاديمير تشيرنافين في الاجتماع اقتراحًا لميخائيل غورباتشوف، ووزير الدفاع سيرجي سوكولوف، ووزير الخارجية إدوارد شيفرنادزه، وغيرهم من كبار المسؤولين مبينًا أن طرد السفن الحربية الأجنبية التي تدخل المياه السوفييتية يمكن إنجازه بعدة وسائل، بما في ذلك حوادث التصادم.

## الحادث
أجرت الطرادة الحربية يو إس إس يوركتاون والمدمرة يو إس إس كارون من فئة تيكونديروجا مناورة بريئة في البحر الأسود في 12 فبراير 1988. مرت كارون على بعد 12.1 كم من الشاطئ السوفيتي، ووجهت يوركتاون إلى بعد 16.6 كم. تلقى قائد أسطول البحر الأسود ميخائيل خرونوبولو أمرًا من تشيرنافين من أجل الحد من مرور السفن الحربية الأمريكية. في البداية، كُلفت المدمرة كراسني كافكاز بمواجهتهما، ولكنها عانت من مشاكل تقنية، لذا أُرسلت فرقاطة من فئة كريفاك بدلًا منها. ومع ذلك، وفقًا لقائد الفرقاطة «بيزافيتني»، الكابتن فلاديمير بوغداشين، كانت سفينته تحمل صاروخي كروز بدلاً من أربعة، وبنصف حجم يوركتاون، وكانت بثلث حجمها فقط بسبب عامل الإزاحة. كانت الفرقاطة السوفييتية إس كيه آر6، بقيادة الكابتن أناتولي بتروف، تقارب ربع حجم الطرادة الأمريكية كارون.
أولاً، اقتربت الفرقاطة إس كيه آر6 من كارون، وبعد ثلاث دقائق، اقتربت الفرقاطة «بيزافيتني» من يوركتاون، بينما كان قاذفو توبوليف تو-16 يراقبون تحركات السفن. وبينما كانت السفن الحربية الأمريكية تقطع زاوية من المياه الإقليمية السوفييتية، حدث الاصطدام. في الساعة 10:02 صباحًا بالتوقيت المحلي، باتجاه 44° في 15.2′ شمالًا، وباتجاه 33° في 35.4′ شرقًا، و 10.5 ميلًا بحريًا (19.4 كيلومترًا) من الساحل، ارتطمت إس كيه آر6 في الجهة الخلفية لميناء كارون على ارتفاع 60 قدمًا تقريبًا (18 م) من القوس. حدث انجراف سطحي للطلاء في كارون، مع عدم وجود إصابات بين الأفراد. «بيزافيتني»، بعد أن صدم يوركتاون، أُمر بالابتعاد وعدم المحاولة معها مرة أخرى.
بقيت كلتا السفينتين الحربيتين الأمريكيتين على المسار الصحيح بعد الحادث. غادرت كارون المياه الإقليمية السوفييتية في الساعة 11:50 صباحًا بالتوقيت المحلي دون أي حوادث أخرى. أبلغت السفينتان الحربيتان الأمريكيتان ما حدث إلى القائد الأعلى للقوات البحرية الأمريكية في أوروبا. أفاد قائد كارون أنه في الساعة 13:20 بالتوقيت المحلي، أُبلغ على القناة 16 VHF من قبل «بيزافيتني»: السفن السوفييتية لديها أوامر بمنع انتهاك المياه الإقليمية، والإجراءات القصوى هي ضرب سفينتك بواحدة من بلدنا. كان رد قائد كارون «أنا داخل في ممر بريء يتوافق مع القانون الدولي». ذُكر في تقرير يوركتاون، أنه في الساعة 9:56، بالتوقيت المحلي، اتصلت به «بيزافيتني» عبر القناة 16 وأخبرته بضرورة مغادرة المياه الإقليمية السوفييتية. أو «سفينتنا ستضربك». ثم، وطبقًا للتقرير، جاءت بيزافيتني إلى جانب ميناء يوركتاون في الساعة 10:03 وصدمتها.
تمزقت المرساة اليمنى لـ«بيزافيتني». تعرضت اثنتان من عبوات صواريخ هاربون على يوركتاون لأضرار عندما سقطت بولوزيتني في الربع المنفذ. بعد ذلك، سُحبت «بيزافيتني» إلى الميناء ورست على بعد 300 ياردة (270 م) قبالة شعاع تواجد يوركتاون. احتاجت «بيزافيتني» لإصلاح بسيط.

## الاستجابة
أصدرت وزارة الدفاع السوفييتية بيانًا ألقت فيه اللوم على السفن الحربية الأمريكية بسبب تجاهلها «إشارات التحذير من سفن حرس الحدود السوفييتية» و«المناورة بشكل خطير في المياه السوفييتية». بالإضافة لإثارة الحادث احتجاجات دبلوماسية من الحكومة الأمريكية.